# Petr Kellner
Petr Kellner (ur. 20 maja 1964 w Českiej Lípie, zm. 27 marca 2021 na Alasce) – czeski przedsiębiorca i miliarder, założyciel i większościowy udziałowiec spółki inwestycyjnej PPF Group.
Był absolwentem Wyższej Szkoły Ekonomicznej w Pradze.
Na liście stu najbogatszych Czechów magazynu „Forbes” uplasował się na pozycji pierwszej.
Kellner, wraz z żoną Renatą Kellnerovą angażowali się w działalność charytatywną. W 2009 założyli Fundację Rodziny Kellnerów, która wspiera doskonalenie jakości edukacji w publicznych szkołach podstawowych i średnich w Czechach oraz wspiera czeskich studentów fundując stypendia na studia na uniwersytetach za granicą Czech.
Zginął w wypadku helikoptera Airbus AS350 B3 na Alasce. Pośmiertnie został odznaczony Orderem Lwa Białego I klasy.
Po jego śmierci, akcje i zarządzanie PPF Group przejęła Renáta Kellnerová wraz z rodziną. 